# Szlak lądowy
Szlak lądowy (ang. Overland Trail) był transkontynentalną drogą amerykańskich osadników i pionierów rozpoczynającą się i kończącą w kilku różnych miejscach. Opierał się przeważnie na tradycyjnych szlakach północnoamerykańskich Indian i łączył się z tzw. wielkim szlakiem prowadzącym na Wschodnie Wybrzeże.
Poczynając od miasta Omaha szlak lądowy biegł wzdłuż rzek Platte i Sweetwater na Terytorium Nebraski, przez Wielkie Równiny i pogórze aż do Przełęczy Południowej w Górach Skalistych. Tu przekraczał kontynentalny dział wodny, rozdzielając się w pobliżu Fortu Hall. Pomiędzy rokiem 1840 a 1860 przemierzyło go ponad ćwierć miliona wędrowców używających najróżniejszych środków transportu od dyliżansów poczynając, a na ręcznych wózkach kończąc. Na znacznym odcinku (a czasem w całości) szlak ten biegł tą samą drogą co szlaki oregoński, mormoński, kalifornijski oraz droga jeźdźców Pony Express.
Podróż mającym ponad 3000 kilometrów długości szlakiem trwała około 7 miesięcy. Większość podróżnych poruszała się z prędkością 20-25 km dziennie. Niewielu przemierzało szlak samotnie. Większość osadników wędrowała całymi rodzinami. Większe grupy pionierów formowały kolumny wozów zwane "pociągami". Prowadzili je najczęściej przewodnicy rekrutujący się spośród znających teren traperów i myśliwych. Podróż rozpoczynano zazwyczaj wiosną, by uniknąć wędrówki w zimowych warunkach. Wielu ludzi - z powodu chorób lub w wyniku nieszczęśliwych wypadków - umierało na szlaku, natomiast ataki Indian należały tu do rzadkości. Wraz z ukończeniem budowy transkontynentalnej linii kolejowej w roku 1869, zakończyła się epoka wędrówek kolumn wozów, bowiem potencjalni osadnicy mogli podróżować na zachodnie wybrzeże szybciej i bezpieczniej.
W roku 1862, podczas wojny secesyjnej, zbudowano - dla ochrony połączenia Kalifornii ze stanami Unii - Fort Ruby (w pobliżu miejscowości Hobson (Nevada)).